# Callohesma eustonensis
Callohesma eustonensis là một loài Hymenoptera trong họ Colletidae. Loài này được Exley mô tả khoa học năm 1974.